# Puntate di Naked Attraction
Qui è la raccolta delle puntate del programma britannico Naked Attraction, trasmessa su Channel 4 dal 2016 al 2018.

## Prima serie (2016)
| Numero | Titolo originale    | Titolo italiano | Trasmissione originale | Trasmissione italiana |
| ------ | ------------------- | --------------- | ---------------------- | --------------------- |
| 1      | Aina and Mal        | —               | 25 luglio 2016         | Inedito               |
| 2      | Darryl and Ania     | —               | 1 agosto 2016          | Inedito               |
| 3      | Tracy and Matthew   | —               | 8 agosto 2016          | Inedito               |
| 4      | Sapphire and Kieron | —               | 15 agosto 2016         | Inedito               |
| 5      | Rebecca and Dan     | —               | 22 agosto 2016         | Inedito               |

## Seconda serie (2017)
| Numero | Titolo originale   | Titolo italiano | Trasmissione originale | Trasmissione italiana |
| ------ | ------------------ | --------------- | ---------------------- | --------------------- |
| 1      | Dom and Izzy       | —               | 29 giugno 2017         | Inedito               |
| 2      | Marlie and Adam    | —               | 6 luglio 2017          | Inedito               |
| 3      | Adele and Jack     | —               | 13 luglio 2017         | Inedito               |
| 4      | Gemma and Jennafer | —               | 20 luglio 2017         | Inedito               |
| 5      | Cathy and Adam     | —               | 27 luglio 2017         | Inedito               |
| 6      | Sophie and Dom     | —               | 4 agosto 2017          | Inedito               |
| 7      | Judy and Craig     | —               | 18 agosto 2017         | Inedito               |
| 8      | Ray and Jimmy      | —               | 25 agosto 2017         | Inedito               |
| 9      | Mark and Justin    | —               | 1 settembre 2017       | Inedito               |
| 10     | Alesia and Louise  | —               | 8 settembre 2017       | Inedito               |

## Terza serie (2018)
| Numero | Titolo originale     | Titolo italiano | Trasmissione originale | Trasmissione italiana |
| ------ | -------------------- | --------------- | ---------------------- | --------------------- |
| 1      | Josh and Matt & Mary | —               | 24 agosto 2017         | Inedito               |
| 2      | Chris & Louise       | —               | 31 agosto 2017         | Inedito               |
| 3      | Leah & Ryan          | —               | 7 settembre 2017       | Inedito               |
| 4      | Richard and David    | —               | 14 settembre 2017      | Inedito               |

## Quarta serie (2018)
| Numero | Titolo originale | Titolo italiano | Trasmissione originale | Trasmissione italiana |
| ------ | ---------------- | --------------- | ---------------------- | --------------------- |
| 1      | Charles & Lee    | —               | 25 ottobre 2018        | Inedito               |
| 2      | Zoe & Derry      | —               | 1 novembre 2018        | Inedito               |
| 3      | Jamie & Jasmin   | —               | 8 novembre 2018        | Inedito               |
| 4      | Millie & Alex    | —               | 15 novembre 2018       | Inedito               |
| 5      | Katie & James    | —               | 22 novembre 2018       | Inedito               |
| 6      | Rose & Clarissa  | —               | 29 luglio 2018         | Inedito               |